# Заречный (посёлок, Октябрьский район)
Заре́чный — посёлок в Октябрьском районе Ростовской области.
Входит в состав Коммунарского сельского поселения.

## География
Посёлок расположен на реке Кадамовка.

## Население
| 2010 |
| ---- |
| 127  |

## Улицы
- ул. Дачная,
- ул. Журавлиная,
- ул. Садовая,
- ул. Центральная,
- ул. Школьная.